# Kallima atkinsoni
Kallima atkinsoni är en fjärilsart som beskrevs av Moore 1879. Kallima atkinsoni ingår i släktet Kallima och familjen praktfjärilar. Inga underarter finns listade i Catalogue of Life.